# Windows 3.0
Windows 3.0是Microsoft Windows的第三个主要版本，发行于1990年5月22日，包含了显著改进的用户界面以及技术改进，以更好地利用英特尔80286和80386处理器的内存管理功能。为MS-DOS编写的文本模式程序可以在窗口中运行，使得程序可以在多任务基础上使用。虽然这个版本只是为家庭用户设计的，很多游戏和娱乐程序仍然要求DOS存取。Windows 3.0是最後一版支援英特尔8088及8086處理器的Windows操作系统。任务管理器和图标都起源于Windows 3.0。
Windows 3.0在1992年被Windows 3.1取代之前售出了1000万份。

## 特点
Windows 3.0保留了其前身便附带的许多简单的应用程序，如文本编辑器记事本、文字处理程序写字板、改进的绘画程序画图和计算器（扩展为包括科学计算）。首次引入了录制器，它可以记录宏或按键和鼠标移动的序列，然后将这些宏作为快捷键分配给按键，以便快速执行复杂的功能。此外，Windows 3.0还加入了纸牌游戏。另一个值得注意的程序是WinHelp。
Windows图标和图形在EGA和VGA模式下支持全部16种颜色，而Windows 2.x只有非常有限的调色板用于彩色菜单，其余部分仍未黑白。此外，Windows 3.0首次支持256色SVGA模式。
Windows 3.0包括保护/增强模式，该模式允许Windows应用程序比DOS应用程序更轻松地使用更多内存。它可以在任何实模式、标准模式或386增强模式下运行，并与从8086、8088到80286和80386的任何英特尔处理器兼容。Windows 3.0会尝试自动检测在哪种模式下运行，但用户可以分别使用开关/r（实模式）、/s（标准286保护模式）和/3（386增强保护模式）强制在特定模式下运行。由于Windows 3.0（和更高版本的Windows 3.1）在16位的286保护模式下运行，而不是在32位保护模式下运行，因此它们默认使用64 KB分段内存模型。但是，在32位的CPU上，程序员可以访问更大的内存指针，因此可以将程序段扩展到所需的任何大小（由于分段描述符为24位，最大限制为16MB）。由于当时的Windows API函数是16位的，无法使用32位指针，因此尽管代码中可能包含32位指令，但仍然有必要像DOS一样将部分执行操作系统调用的程序代码放在64KB分段中。AMI Pro是第一个需要386的Windows应用程序。正因为如此，Windows 3.0总共只能访问16MB的RAM，即使是在386或更高的CPU上也是如此，而这些CPU理论上可以使用最多4GB的内存容量。
尽管386增强模式内核是Windows/386保护模式内核的增强版本，但Windows 3.0是第一个在保护模式下运行Windows程序的版本。
Windows 3.0是第一个由PC兼容制造商预装在硬盘上的版本。此前，Zenith Data Systems在发行其所属PC时会附带Windows 1.0或更高版本的软盘，而在Windows 3.0开发初期，Zenith就承诺将会预先安装Windows 3.0。事实上，由于Zenith在教育市场上与苹果的直接竞争，Zenith部门一直在努力推动微软开发图形用户界面。然而，Zenith个人电脑只能运行专有OEM版本的Windows，因为它们使用的是1024字节扇区的硬盘，而不是普通的512字节，并且不能使用标准的磁盘交换文件应用程序。
Windows 3.0不能像以前的版本那样作为运行时版本使用。由于Windows的市场渗透率较低，Windows 2.x的有限使用版本通常与其他应用程序（如Ami Pro）捆绑在一起。
Windows 3.0的标准零售和OEM发行版主要使用高密度的1.2MB和1.44MB软盘进行销售，此外还提供了720KB的版本，而360KB的版本可以从微软订购。完整安装后的Windows 3.0占用近5MB的硬盘空间。

## 更新

### Windows 3.0a
1990年12月，Microsoft发布了Windows 3.0a。此版本包含改进的功能，可移动大于64KB的数据（原始版本一次只能操作一个内存分段）。它还通过减少与网络，打印和低内存状况相关的“不可恢复的应用程序错误（UAE）”来提高稳定性。 该版本在“帮助/关于Windows系统”对话框中显示为“Windows 3.00a”。

### Windows 3.0 with Multimedia Extensions
微软于1991年10月发布了基于Windows 3.0a的Windows 3.0 with Multimedia Extensions 1.0。该版本支持多种声卡（包括创新科技的Sound Blaster Pro声卡）以及CD-ROM驱动器。此版本主要发布给OEM分销商，主要是CD-ROM驱动器和声卡制造商，一些PC也预装了该版本。该版本增加了对音频输入和输出的基本多媒体支持，以及新的应用程序（媒体播放器、CD音频播放器）、更先进的帮助格式、屏幕保护程序和新的时钟。这些新功能随后集成到Windows 3.1x中。微软还开发了Windows Sound System声卡规范来补充这些扩展。在Windows3.0实时模式下无法访问这些新功能。
MME API是第一个通用和标准化的Windows音频API。直到Windows XP为止，波形声音事件在Windows中播放，而MIDI I/O则使用使用MME。在多媒体/声音和音频控制面板小程序中列出的设备表示的是声卡驱动程序的MME API。
MME缺少声道混音功能，因此一次只能渲染一个音频流。从Windows 2000开始，MME支持在多个应用程序之间共享音频设备进行回放，最多支持两个录音通道、16位音频位深度和高达44.1 kHz的采样率，所有音频均混音并采样至44.1 kHz。